# 有庆镇
有庆镇，是中华人民共和国四川省达州市渠县下辖的一个乡镇级行政单位。2019年12月，撤销屏西乡、嘉禾乡和射洪乡，将原屏西乡屏西社区、云龙村、龙尾村、原嘉禾乡和原射洪乡桂坝村、跳蹬村、太山村、太阳村所属行政区域划归有庆镇管辖。

## 行政区划
有庆镇下辖以下地区：
吴家街社区居委民员会、新兴街社区、兴隆村、长春村、军营村、云岭村、龙头村、平滩村和元宝村，嘉禾社区、堰塘村、龙桥村、禾嘉村和雅化村，屏西社区、云龙村、龙尾村、桂坝村、跳蹬村、太山村、太阳村。